# 馬丁M-130
馬丁M-130是一種長程全金屬製具有流線氣動外形及強力發動機的飛行艇，由格倫·L·馬丁公司因應泛美航空總裁胡安·特裡普(Juan Trippe)要求一種越太平洋的飛機而設計及製造，於1934年12月30日首飛。只為泛美航空建造過3架，每架417,000美元，包括中國飛剪號(China Clipper)、菲律賓飛剪號(Philippine Clipper)和夏威夷飛剪號(Hawaii Clipper)。
在馬丁公司內，M-130被稱為馬丁海上運輸機(Martin Ocean Transports)。但對外則稱它為中國飛剪。

## Specifications (Martin M-130)
基本信息
- 机组：6—9名(機長，副機長，二副機長，飛航工程師，副飛航工程師，無線電通訊員，導航員和機艙服務員)
- 容量：日間36乘客，夜間18乘客

性能